# Peter Lewis
Peter Lewis (* 1. Februar 1990 in Newcastle) ist ein ehemaliger australischer Bahnradsportler.

## Sportliche Laufbahn
2007 sowie 2008 wurde Peter Lewis australischer Junioren-Meister im Teamsprint, 2007 gemeinsam mit Luke Davison und Paul Fellows, 2008 mit Fellows und Scott Law. 2008 errang er in dieser Disziplin gemeinsam mit Law und Ben Sanders bei den Junioren-Bahnweltmeisterschaften in Kapstadt die Silbermedaille. National wurde er Dritter der Juniorenmeisterschaft im Keirin.  2009 wurde er Dritter bei den australischen Elite-Bahnmeisterschaften im Teamsprint (mit Fellows und Andrew Taylor) sowie 2010 (ebenfalls mit Fellows und Taylor) und 2011 jeweils Vize-Meister (mit Taylor und Mitchell Bullen). 2011 wurde er zudem Dritter der Ozeanischen Radsport-Meisterschaften im Keirin sowie Zweiter im Teamsprint (mit Daniel Ellis und Jason Niblett).
2012 errang Lewis die Silbermedaille im Keirin beim Lauf des Bahnrad-Weltcups in Glasgow, hinter dem Deutschen Stefan Bötticher. 2015 wurde er mit Mitchell Bullen und Jamie Green australischer Meister im Teamsprint. Im Jahr darauf beendete er seine Radsportlaufbahn, nachdem sich seine Hoffnung auf eine Teilnahme an den Olympischen Spielen 2016 in Rio de Janeiro wegen schwacher Leistungen zerschlagen hatten.

## Erfolge
2007
- Australischer Junioren-Meister – Teamsprint (mit Luke Davison und Paul Fellows)

2008
- Junioren-Weltmeisterschaft – Teamsprint (mit Scott Law und Ben Sanders)
- Australischer Junioren-Meister – Teamsprint (mit Scott Law und Paul Fellows)

2011
- Ozeanienmeisterschaft – Teamsprint (mit Daniel Ellis und Jason Niblett)
- Ozeanienmeisterschaft – Keirin

2015
- Australischer Meister – Teamsprint (mit Mitchell Bullen und Jamie Green)